# Подія в місті Сен-Луї
«Подія в місті Сен-Луї» (інша назва: «Страйк») — радянський художній фільм 1932 року, знятий режисером Михайлом Вернером на кіностудії «Вірменкіно».

## Сюжет
Герої фільму — вірмени-емігранти, які живуть у Франції, які разом з французькими підпільниками намагаються організувати перегляд фільму про Радянську Вірменію.

## У ролях
- Іван Козлов — Альберт Ломм
- Маріка Чмшкян — Меліне
- Самвел Мкртчян — Хечо
- А. Чорджалян — Завен
- Володимир Цоппі — Апаш
- В. Гінзбург — фабрикант
- Б. Кероп'ян — дашнак
- К. Саркісян — робітник
- М. Фролов — кокаїніст

## Знімальна група
- Режисер — Михайло Вернер
- Сценаристи — Сергій Єрмолінський, Ілля Чубар
- Оператор — Костянтин Венц
- Художник — Віктор Аден